# Hebomoia leucippe
Hebomoia leucippe là một loài bướm thuộc họ Pieridae. Nó là loài đặc hữu của Moluccas và Peleng ở Indonesia. Ngoài phân loài được chỉ định H. l. leucippe từ Ambon, Haruku và Saparua, có ba phân loài được công nhận: H. l. daemonis from Seram, H. l. leucogynia từ Buru và H. l. detanii từ Peleng. Sải cánh của H. leucippe dài khoảng 8 xentimét (3,1 in).

## Hình ảnh

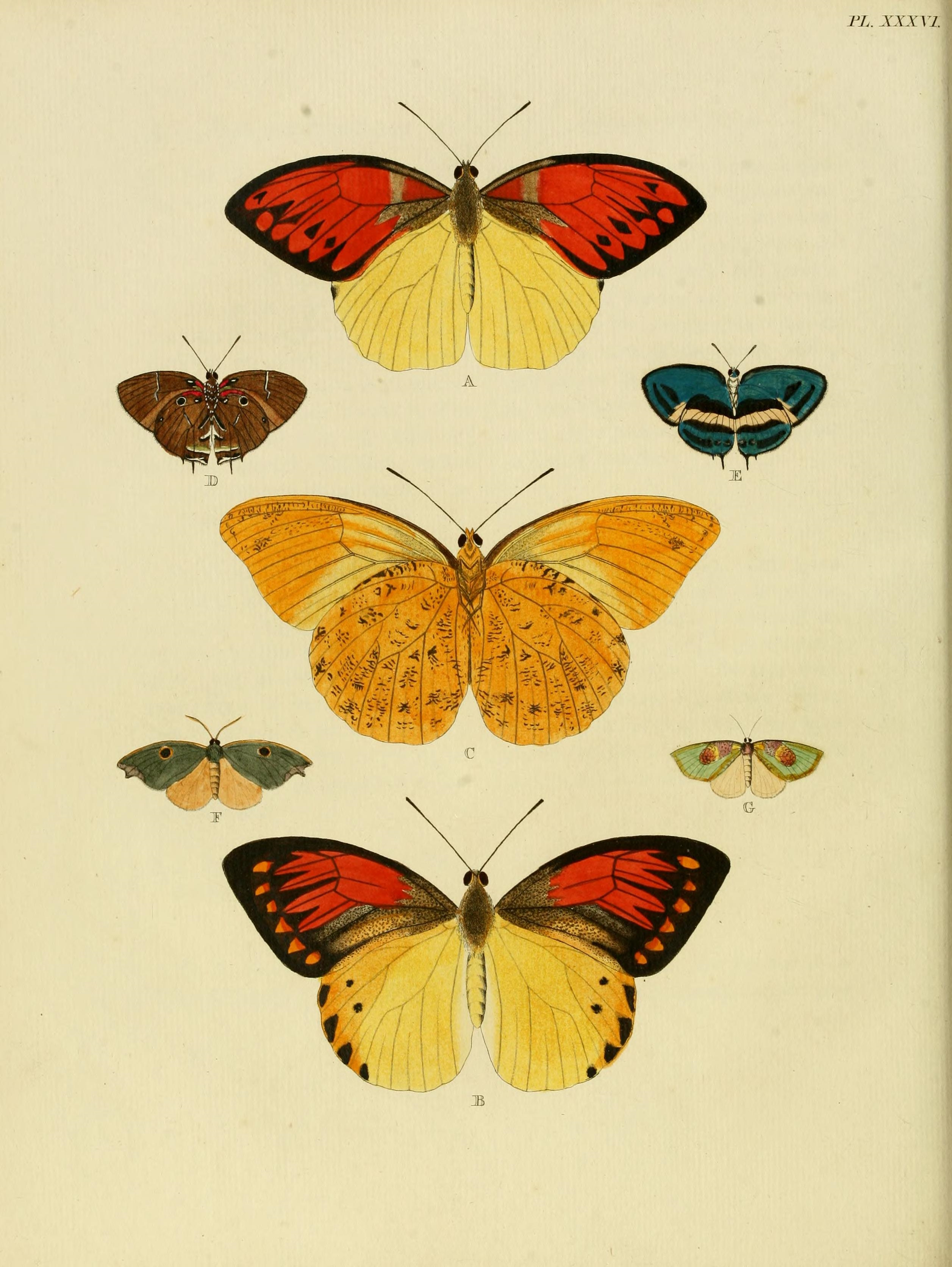
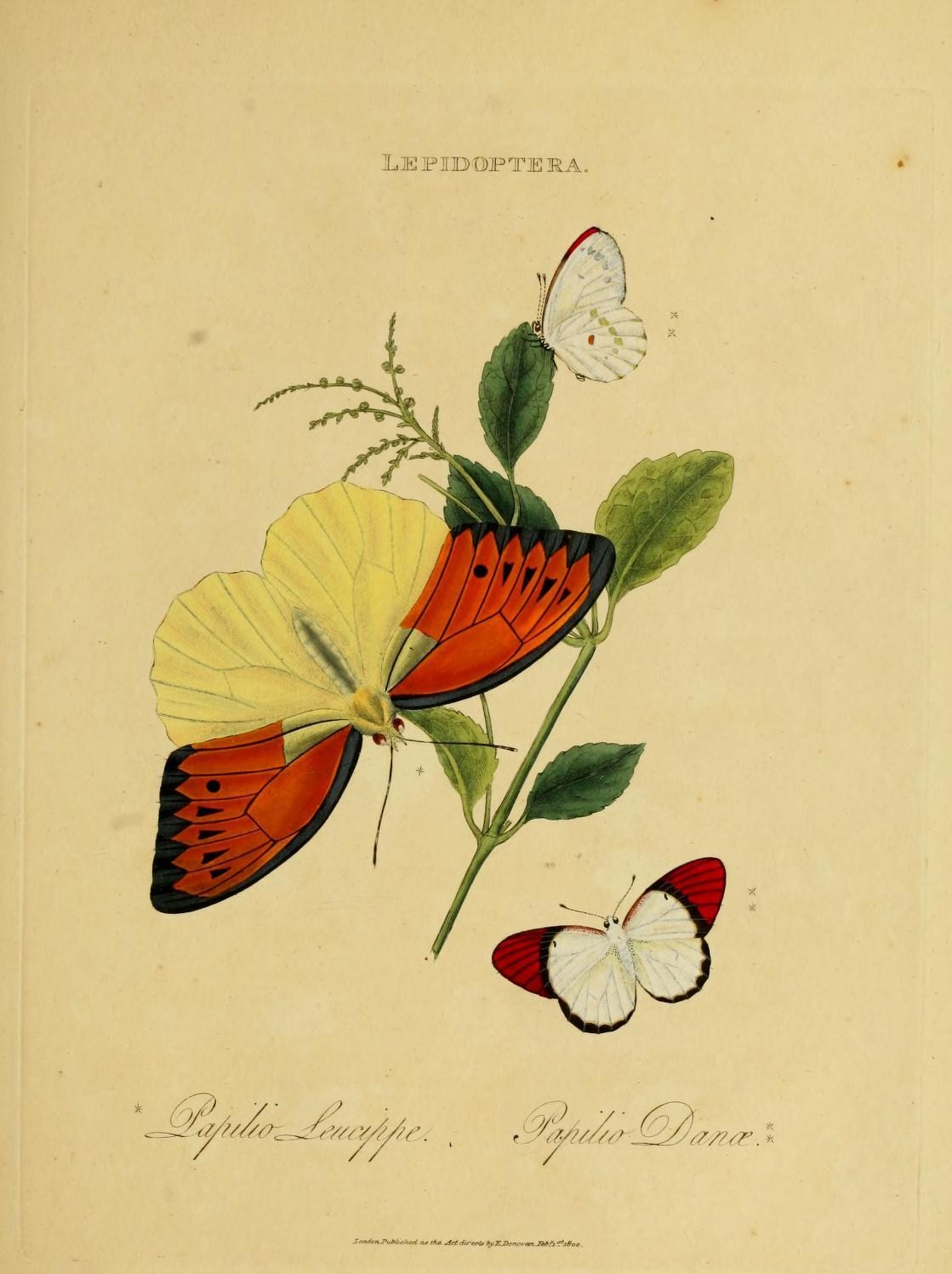